# トヨタ・カローラツーリング
カローラ ツーリング（COROLLA Touring）は、トヨタ自動車が生産しているステーションワゴン型の乗用車である。トヨタ・カローラとしては12代目のモデルとなる。
本項では、プラットフォームとデザインの一部を共有したステーションワゴンタイプのヨーロッパ諸国向け仕様「カローラ ツーリングスポーツ」（COROLLA Touring Sports）についても便宜上、詳述する。なおこの代のカローラのステーションワゴンタイプは、日本、ニュージーランド、欧州のみでの発売となる。

## 初代（シリーズ通算12代目） E21#W/EA1#W型（2019年 - ）
日本市場向けのカローラセダン（カローラアクシオ）及びワゴン（カローラフィールダー）のフルモデルチェンジ版として発表されたモデルで、実質的には欧州仕様のオーリスツーリングワゴンの後継モデルにあたる（欧州では2018年に発表済み）。セダンモデルについては無印の「カローラ」となったが、ワゴンモデルについては引き続きカローラフィールダーを併売することもあり、新たに「カローラ ツーリング」の名称が与えられることになった。
プラットフォームは後述する欧州向けモデルと同じGA-Cプラットフォームが採用されて3ナンバーとなったものの、ボディは日本国内専用設計となり、全高は国外向けモデルと同じだが、全長で155 mm・全幅で45 mmそれぞれ小さく、ホイールベースも60 mm短くなっているほか、同時発売されたセダン同様、前後オーバーハングも当然、短縮されている。また、ドアミラーの取り付け位置を変更することでミラー格納時の全幅は3代目フィールダーと同等としている。
外観はフロントフェイスにおいて大型台形のロアグリルフレームとメッシュグリルに統一され、ヘッドランプはLED化してラウンドを強めた一文字形状とした。また、立体的な造形を実現するため、バックドアは樹脂製となった。ボディカラーは「G-X」系グレードと「S」系グレードは新規開発色の「セレスタイトグレーメタリック」を含む7色展開、「W×B」系グレードは新規設定色の「スパークリングブラックパールクリスタルシャイン」を含む3色展開としている。内装はインストルメントパネルが薄型・ワイド化され、Aピラーは細形化された。荷室にはリバーシブルデッキボードが設定されており、上段にセットして後席を倒すとフラットなスペースが、下段にセットすると背が高い荷物の積載が可能な2段式とし、裏面はタフユースに対応した樹脂とした。
パワートレインは全面刷新され、ガソリン・CVT車とハイブリッド車は排気量を3代目フィールダーの1.5 Lから1.8 Lに変更し、ガソリン・CVT車はバルブマチックエンジンの2ZR-FAE型に、ハイブリッド車は2ZR-FXE型にそれぞれ変更。ガソリン・MT車は反対にダウンサイジング化され、カローラスポーツと同じ1.2 L直噴ターボエンジンの8NR-FTS型に変更された。また、ハイブリッド車は3代目フィールダーでは設定されなかった4WDが新設され、電気式4WDシステム「E-Four」を搭載。ガソリン・MT車はカローラスポーツと同じ「i-MT」となり、6速に多段化された。
| エンジン・ 電気モーター | 排気量 (cc)      | タイプ                                       | 変速機           | 最高出力 (kW (PS)/rpm)   | 最大トルク (Nm (kgm)/rpm)  | 備考                                            |                  |
| ガソリンエンジン        | ガソリンエンジン | ガソリンエンジン                             | ガソリンエンジン | ガソリンエンジン         | ガソリンエンジン           | ガソリンエンジン                                | ガソリンエンジン |
| ----------------------- | ---------------- | -------------------------------------------- | ---------------- | ------------------------ | -------------------------- | ----------------------------------------------- | ---------------- |
| 8NR-FTS型               | 1,196            | 直列4気筒 DOHC 16バルブ ICターボ             | 6速iMT           | 85 (116) / 5,200 - 5,600 | 185 (18.9) / 1,500 - 4,000 | 前輪駆動専用、 2019年9月 - 2022年9月            |                  |
| M15A-FKS型              | 1,490            | 直列3気筒 DOHC 12バルブ 可変バルブタイミング | Direct Shift-CVT | 88 (120) / 6,600         | 145 (14.8) / 4,800 - 5,200 | 2022年10月 -                                    |                  |
| 2ZR-FAE型               | 1,797            | 直列4気筒 DOHC 16バルブ バルブマチック       | Super CVT-i      | 103 (140) / 6,200        | 170 (17.3) / 3,900         | 2019年9月 - 2022年9月                           |                  |
| M20A-FKS型              | 1,986            | 直列3気筒 DOHC 16バルブ ミラーサイクル       | Direct Shift-CVT | 128 (174) / 6,600        | 209 (21.3) / 4,000 - 5,200 | 特別仕様車"2000 Limited"および"ACTIVE RIDE"専用 |                  |
| ハイブリッド            |                  |                                              |                  |                          |                            |                                                 |                  |
| 2ZR-FXE型               | 1,797            | 直列4気筒 DOHC 16バルブ ミラーサイクル       | 電気式無段変速機 | 72 (98) / 5,200          | 145 (14.8) / 3,600         | 2022年9月 -                                     |                  |
| 1NM型                   | -                | 交流同期電動機                               | 電気式無段変速機 | 53 (72)                  | 163 (16.6)                 | フロントモーター                                |                  |
| 1NM型                   | -                | 交流同期電動機                               | 電気式無段変速機 | 5.3 (7)                  | 55 (5.6)                   | リヤモーター（E-Fourのみ）                      |                  |
| 2ZR-FXE型               | 1,797            | 直列4気筒 DOHC 16バルブ ミラーサイクル       | 電気式無段変速機 | 72 (98) / 5,200          | 145 (14.8) / 3,600         | 2019年9月 - 2022年9月                           |                  |
| 1VM型                   | -                | 交流同期電動機                               | 電気式無段変速機 | 70 (95)                  | 185 (18.9)                 | フロントモーター                                |                  |
| 1WM型                   | -                | 交流同期電動機                               | 電気式無段変速機 | 30 (41)                  | 84 (8.6)                   | リヤモーター（E-Fourのみ）                      |                  |

2019年8月2日
日本市場向けカローラシリーズのセダンモデル、およびワゴンモデルを同年9月17日にフルモデルチェンジすることが明らかになったた。
2019年9月17日
フルモデルチェンジを発表し、ワゴンモデルについては「カローラ ツーリング」と命名された。キャッチフレーズは「あなたの真ん中へ。この世界の真ん中へ。」で、2020年8月からのCMには菅田将暉とOKAMOTO'Sが出演している。
グレード体系はガソリン車・ハイブリッド車共通で、「G-X」・「S」・3代目フィールダーから継続の「W×B」の3グレードとなった。
中間グレードである「S」グレード、上位グレードである「W×B」系グレードでは電動パーキングブレーキ（ブレーキオートホールド機能付き）が装備され、下位グレードの「G-X」グレードではレバー式となっている。
さらに、日本国内のトヨタ車で初となるディスプレイオーディオが全車標準装備されており、SmartDeviceLink・Apple CarPlay・Android Autoに対応してスマートフォンとの連携が可能なほか、エントリーナビキットまたはT-Connectナビキットを選択することで車載用ナビ機能を利用することが可能である。カローラスポーツ同様にDCM（車載通信機）も標準装備されており、コネクティッドサービスの利用も可能である。
「W×B」系グレードでは専用装備として、2連続のJ字形状のクリアランスランプ&デイライトが追加され、ホイールやミラーカバーなどにはグレーメタリックが施され、フロントシートにはスポーティシートが採用されている。
なお、先代モデルであるカローラフィールダーは2019年9月現在、ビジネスユーザー等に特化したグレード体系に刷新の上、併売されている。
2019年12月
ニュージーランドで「カローラワゴンGX」発売開始。日本の「G-X」グレード相当の単一グレードのみ展開される。ニュージーランドでは日本と同じようにハッチバック、セダン、ステーションワゴンの3タイプ用意されるが、ワゴンのみ日本からの輸出であるため、ハッチバック、セダンは国外仕様の全長・全幅（1790mm）に対し、「カローラワゴンGX」は日本国内仕様と同じ車両サイズとなっている。
2020年5月1日（補足）
東京都を除く全ての地域での全車種併売化に伴い、トヨタ店、トヨペット店、ネッツトヨタ東都・ネッツトヨタ多摩を除くネッツ店での販売が開始された。
2020年5月13日
特別仕様車「G-X"PLUS"」・「HYBRID G-X"PLUS"」・"2000 Limited"が発表された（「G-X"PLUS"」・「HYBRID G-X"PLUS"」は同日より発売、"2000 Limited"は6月1日発売）。
「G-X"PLUS"」・「HYBRID G-X"PLUS"」は「G-X」・「HYBRID G-X」をベースに、ベースグレードではメーカーオプションとなっているインテリジェントクリアランスソナー[パーキングサポートブレーキ(静止物)]とバックガイドモニターが特別装備され、リアドア・リアクォーター・バックドアガラスはUVカット機能付プライバシーにグレードアップ、メーター周りやステアリングホイールなどにシルバー塗装が施され、エアコン吹出口のレジスターノブはサテンメッキ加飾とした。
"2000 Limited"はエンジンに日本国内向けのカローラシリーズでは初採用となる2.0 LダイナミックフォースエンジンのM20A-FKS型を搭載し、トランスミッションはパドルシフト付10速スポーツシーケンシャルシフトマチックを備えたギア機構付自動無段変速機「Direct Shift-CVT」を採用。ハイブリッド車同様に「平成30年排出ガス基準75%低減レベル（☆☆☆☆☆）」認定を取得している。外観は切削光輝+ブラック塗装の17インチアルミホイール、シルバー塗装のルーフレールを装備。内装は既存の上級グレードの内装を採用するとともに、フロントシートはホールド性を向上し、表皮に撥水加工が施された上級ファブリックスポーツシートを採用。インストルメントパネルオーナメントやセンタークラスターなどにレッド加飾、センターコンソールやドアアームレストにグレーのステッチが施された。さらに、シートヒーター（運転席・助手席）、ステアリングヒーター、エアクリーンモニター、ナノイーが特別装備されたほか、ブラック加飾が施された9インチディスプレイオーディオ、オプティトロン3眼メーター+7.0インチTFTカラーマルチインフォメーションディスプレイ、カラーヘッドアップディスプレイなども装備された。ボディカラーは特別設定色の「レッドマイカメタリック」・「ブルーメタリック」を含む4色が設定される。500台の限定販売となる。
2020年10月1日
一部改良。
ボディカラーにブラックマイカと組み合わせたツートーンカラー（ホワイトパールクリスタルシャイン、ダークブルーマイカメタリック）を新たに設定。「S」・「HYBRID S」は17インチアルミホイール（切削光輝+ミディアムグレーメタリック塗装）のオプション設定が追加された。なお、ハイブリッド車は発売当初、左右サイドフェンダーに装着されていた「HYBRID」エンブレムが廃止された。
2021年4月2日
特別仕様車"ACTIVE RIDE"が発表された（同日より注文受付開始、4月19日発売）。
パワートレインには、2020年5月に限定発売された"2000 Limited"同様に2.0 LダイナミックフォースエンジンのM20A-FKS型と「Direct Shift-CVT」を組み合わせたほか、専用チューニングのサスペンションも採用された。
外観はバンパー（フロント・リア）とロッカーモールを2トーン（ロッカーモールには専用ロゴ付）としたほか、ブラック塗装の17インチアルミホイールやダークグレーメタリック塗装のルーフレールが装備され、内装にはファブリックスポーツシート（撥水加工付）にサテンメッキ加飾を、インストルメントパネルとドアアームレスト表皮にオレンジステッチがあしなわれた。
機能面では、ブラインドスポットモニター[BSM]+リアクロストラフィックオートブレーキ[パーキングサポートブレーキ（後方接近車両）]、「ナノイーX」、9インチディスプレイオーディオが特別装備された。
また、販売店装着オプションとして、サイクルアタッチメント、システムラック・ベースラック（ルーフオンタイプ）、「ACTIVE RIDE」ロゴのエンブレムといった専用のアフターパーツが用意される。
ボディカラーは既存の「ブラックマイカ」と「ホワイトパールクリスタルシャイン（メーカーオプション）」に、特別設定色の「アーバンカーキ」が設定されるほか、2トーン（メーカーオプション）として「ブラックマイカ×アーバンカーキ」も特別設定される。
500台の限定販売となる。
2021年7月2日
一部改良。
ペダルの踏み間違いによる急加速を抑制するプラスサポート機能が新たに採用され、販売店オプションに設定されたほか、「S」と「W×B」には「ナノイーX」をメーカーオプションに設定（助手席側エアコン吹き出し口に装着、エアクリーンモニターとのセットオプションとして設定）。ボディカラーは赤系（メーカーオプション）で入れ替えが行われ、「G-X」と「S」に設定されていたスカーレットメタリックに替わってセンシュアルレッドマイカを「S」と「W×B」に設定された。
なお、今回の一部改良により、ハイブリッド車は2WD・E-Four問わず2030年度燃費基準優良車（2030年度燃費基準達成車）となった。
2021年11月15日
特別仕様車「HYBRID W×B"50 Million Edition"」が発売された。
シリーズでのグローバル累計販売5,000万台を記念したもので、「HYBRID W×B」をベースに、外観は17インチアルミホイールをマットブラック塗装に、フロントロアグリルのフレーム部をブラック+ブラック艶有り塗装に、ドアミラーをカラードにそれぞれ変え、フェンダー左右に専用ロゴデカールを装着。内装はシート表皮のアクセントストライプをブラックに、ステッチをオレンジにそれぞれ変え、インストルメントパネルアッパー部にはレーザー刻印による専用ロゴを配し、運転席には一部に除電機能付表皮を設けることでドライバーとその周辺に溜まった静電気をボディ全体に分散させることで帯電量を軽減し、安定した車両挙動に貢献する除電スタビライジングプラスシートを採用。また、ベースグレードではメーカーオプションとなるブラインドスポットモニター（BSM）+パーキングサポートブレーキ（後方接近車両）、エアクリーンモニター、「ナノイーX」、9インチディスプレイオーディオ+6スピーカーが特別装備される。
ボディカラーは標準色のプラチナホワイトパールマイカ（メーカーオプション）とブラックマイカに、特別設定色のアーミーロックメタリックを加えたモノトーン3色を設定し、2トーンカラー（メーカーオプション）は特別設定色のブラックマイカ×アーミーロックメタリックが設定される。
2022年10月3日
一部改良。
グレード体系は従来の「S」と「G-X」に替わり、「G」と「X」を設定した。
パワートレインが刷新され、ハイブリッド車は全ての電動モジュールが一新され、フロントモーターを1VM型に変更したことで出力が向上。ガソリン車は1.5LのダイナミックフォースエンジンであるM15-FKS型へ換装され、MTを廃止してCVTへ一本化するとともに、"2000 Limited"に採用されていた「Direct Shift-CVT」に変更。「Toyota Safety Sense」はプリクラッシュセーフティが交差点右折時の対向直進車や右左折時の対向方向から横断してくる歩行者の検知が可能となり、リスクの先読みを行うことで危険に近づきすぎないようにステアリングやブレーキ操作をサポートするプロアクティブドライビングアシストを追加。さらに、ソフトウェアアップデートに対応したことで購入後でも運転支援技術を最新化させることが可能となった。ディスプレイオーディオはコネクティッドナビ対応となり、グレードにより8インチもしくは車載ナビ機能付の10.5インチ（ディスプレイオーディオPlus）を設定。T-Connectサービスの有料オプションにより車載Wi-Fiに対応した。その他、ドライブレコーダー（前方）とバックガイドモニターを「X」にメーカーオプション、「G」と「W×B」に標準装備され、「G」と「W×B」はバックガイドモニターをメーカーオプションで録画機能付にアップグレード可能とした。
外観はヘッドランプやフロントロアグリルなどが変更され、ボディカラーはモノトーンは「S」専用色のダークブルーマイカメタリックを廃止、ブラックマイカをアディチュードブラックマイカに差し替え、新色としてブルーメタリック（「G」専用色）とマッシブグレー（「W×B」専用色）を追加。「G」と「W×B」に設定される2トーン（メーカーオプション）はブラックマイカ×プラチナホワイトパールマイカをアディチュードブラックマイカ×プラチナホワイトパールマイカに差し替え、新たにアディチュードブラックマイカ×センシュアルレッドマイカが設定された。なお、今回の一部改良により車両型式が変更され、ガソリン車はMZEA17W型、ハイブリッド・2WD車はZWE219W型、ハイブリッド・E-Four車はZWE215W型となった。
2024年4月2日
一部改良並びに特別仕様車「ACTIVE SPORT」が発表され、同日より発売された。
「X」はパーキングサポートブレーキ（前後方静止物+後方接近車両）を採用（後方接近車両は他の装備とのセットでメーカーオプション設定）。「W×B」はシートヒーター（運転席・助手席）、ステアリングヒーター、「ナノイーX」が採用され、デジタルキーのメーカーオプションが設定された。なお、ハイブリッド車は今回の一部改良によりリアに装着されているハイブリッドシンボルマーク（HYBRID SYNERGY DRIVE）に替わって「HEV」エンブレムが装着された。「ACTIVE SPORT」は「W×B」のハイブリッド車をベースに、外観は専用デザインのフロントバンパーが装備され、17インチアルミホイールを切削光輝+ピアノブラック塗装に、ロッカーモールとサイドターンランプ付カラードドアミラーはアティチュードブラックマイカ塗装（ロッカーモールはACTIVE SPORTロゴマーク付）にそれぞれ変更。内装はシートが合成皮革+ブランノーブ（除電スタビライジングシート[運転席]・サテンメッキ加飾付）となり、フロントシートをスポーツ仕様に変更。アルミペダルが特別装備され、内装の一部にグレーステッチが施された。機能面ではベースグレードではメーカーオプション設定となるBSMと安心降車アシスト[SEA]、デジタルキー、先読みエコドライブ（先読み減速支援、先読みSOC制御）が標準装備となり、パーキングサポートブレーキには後方接近車両を、ドライブレコーダーにはバックガイドモニター（録画機能付）がそれぞれ追加、ディスプレイオーディオは10.5インチ仕様のPlusとなり、2WD車にはサスペンションに専用チューニングが施された。ボディカラーは特別設定の2トーンカラーであるアティチュードブラックマイカ×セメントグレーメタリック（メーカーオプション）、プラチナホワイトパールマイカ（メーカーオプション）、アティチュードブラックマイカの3色が設定される。
2025年5月9日
一部改良（5月19日発売）。
発売当初から設定されていたガソリン車が廃止され、ハイブリッド車に１本化。また、「G」はブラインドスポットモニター+安心降車アシスト、205/55R16タイヤ&16×7Jアルミホイール、LEDフロントフォグランプ、「W×B」はドライブレコーダー 前方+バックガイドモニター （簡易録画機能付）、ブラインドスポットモニター+安心降車アシスト、デジタルキー、ディスプレイオーディオPlusがそれぞれ標準装備化され、「G」と「W×B」のパーキングサポートブレーキは後方接近車両も標準設定化。メーカーオプションのアクセサリーコンセントには給電アタッチメントが追加された。
なお、ボディカラーの設定も一部変更され、「W×B」専用色のスパークリングブラックパールクリスタルシャイン（メーカーオプション）と「G」・「W×B」専用色のアティチュードブラックマイカ×センシュアルレッドマイカ（メーカーオプション）が廃止された。

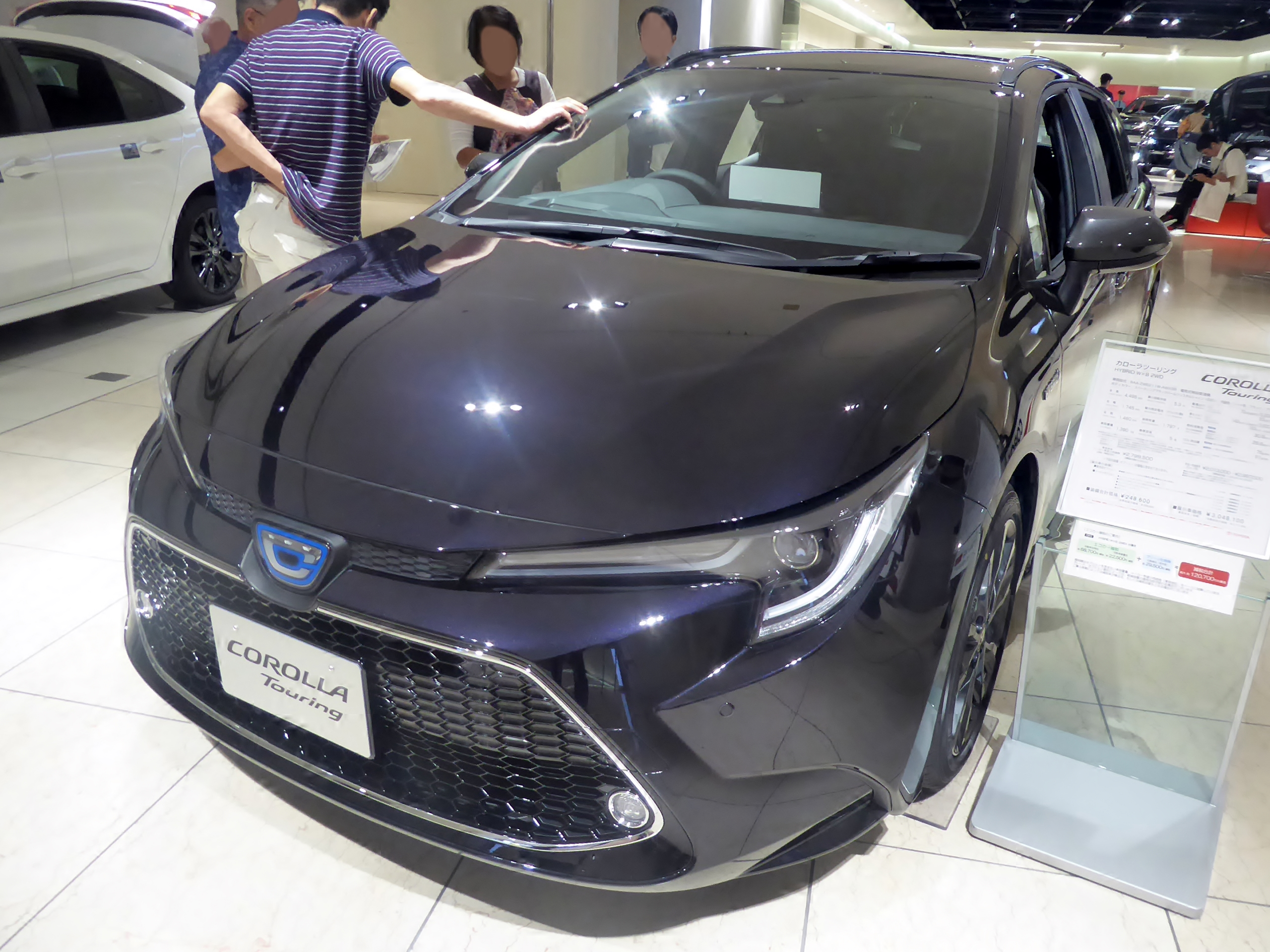
国内仕様 2019年9月初期型HYBRID WxB 前
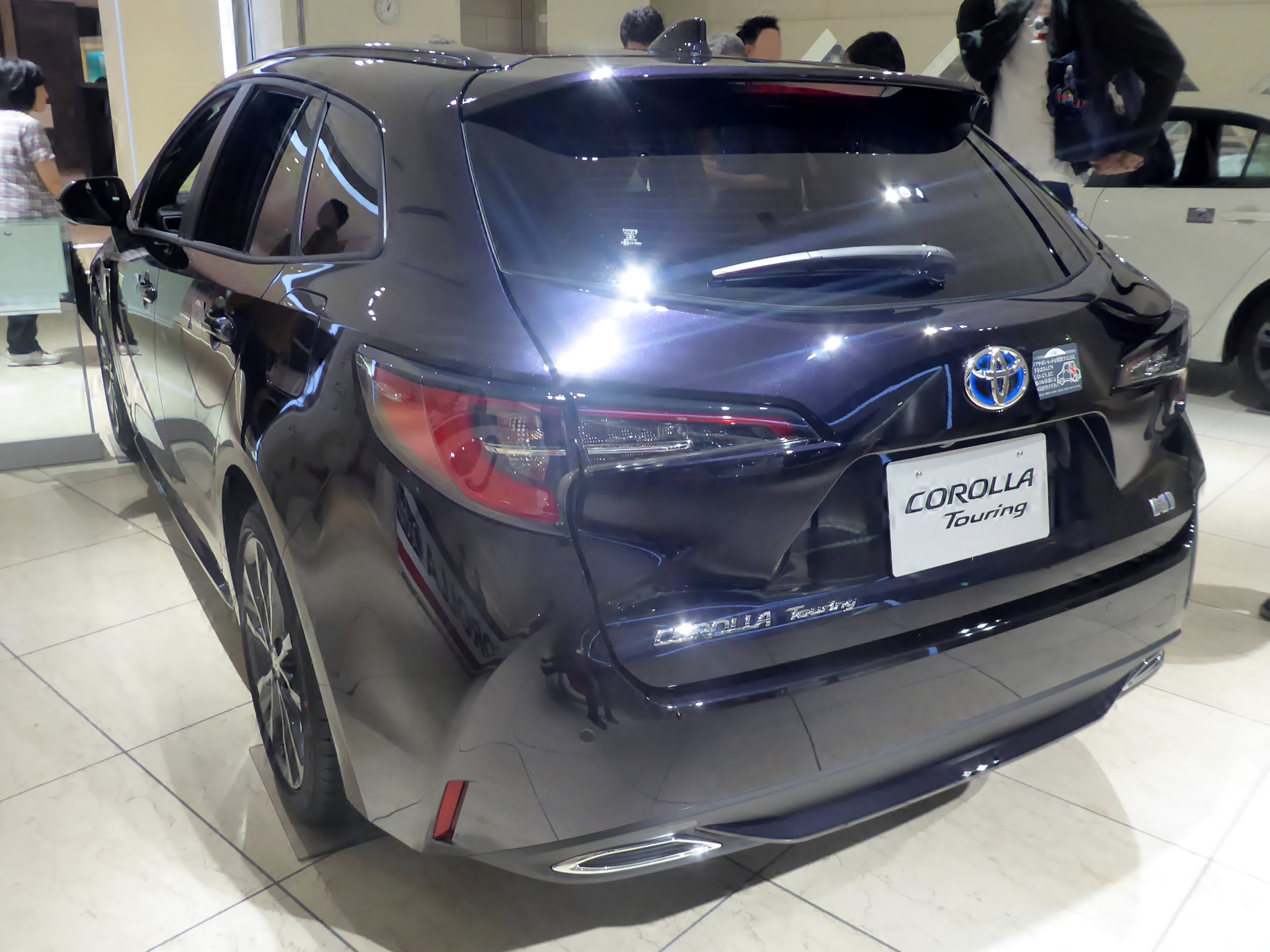
国内仕様 2019年9月初期型HYBRID WxB 後
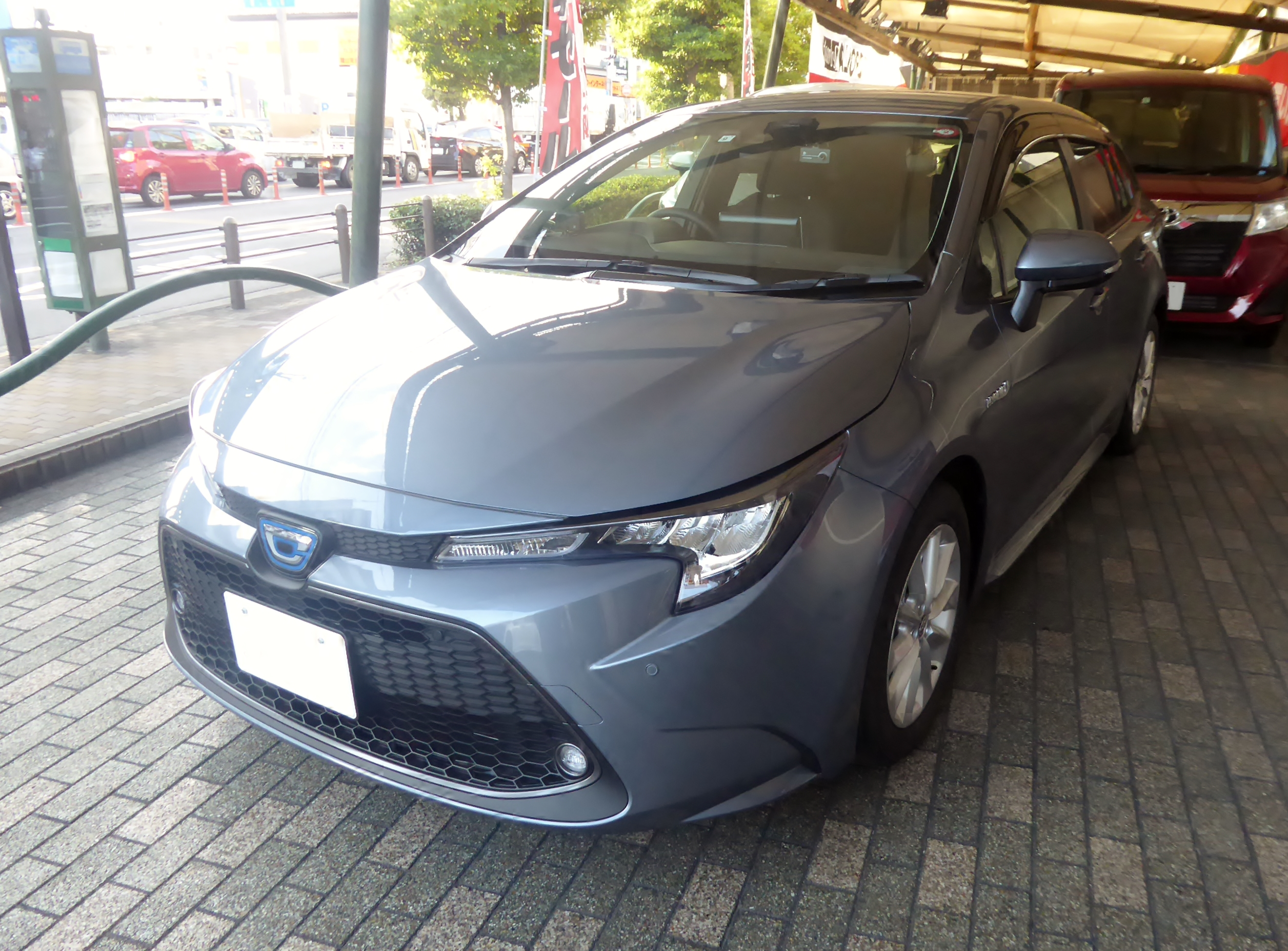
国内仕様 2019年9月初期型HYBRID S 前
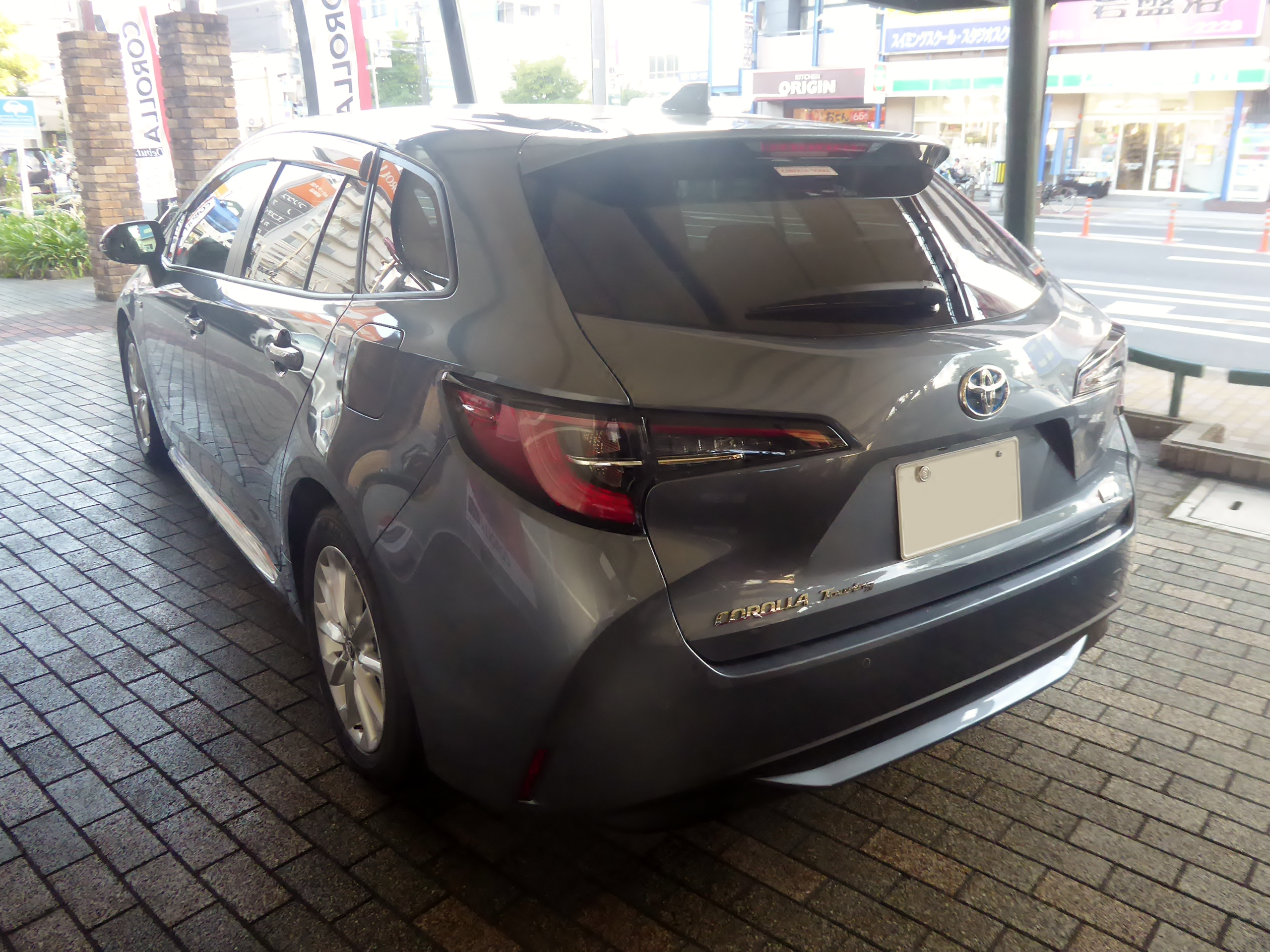
国内仕様 2019年9月初期型HYBRID S 後
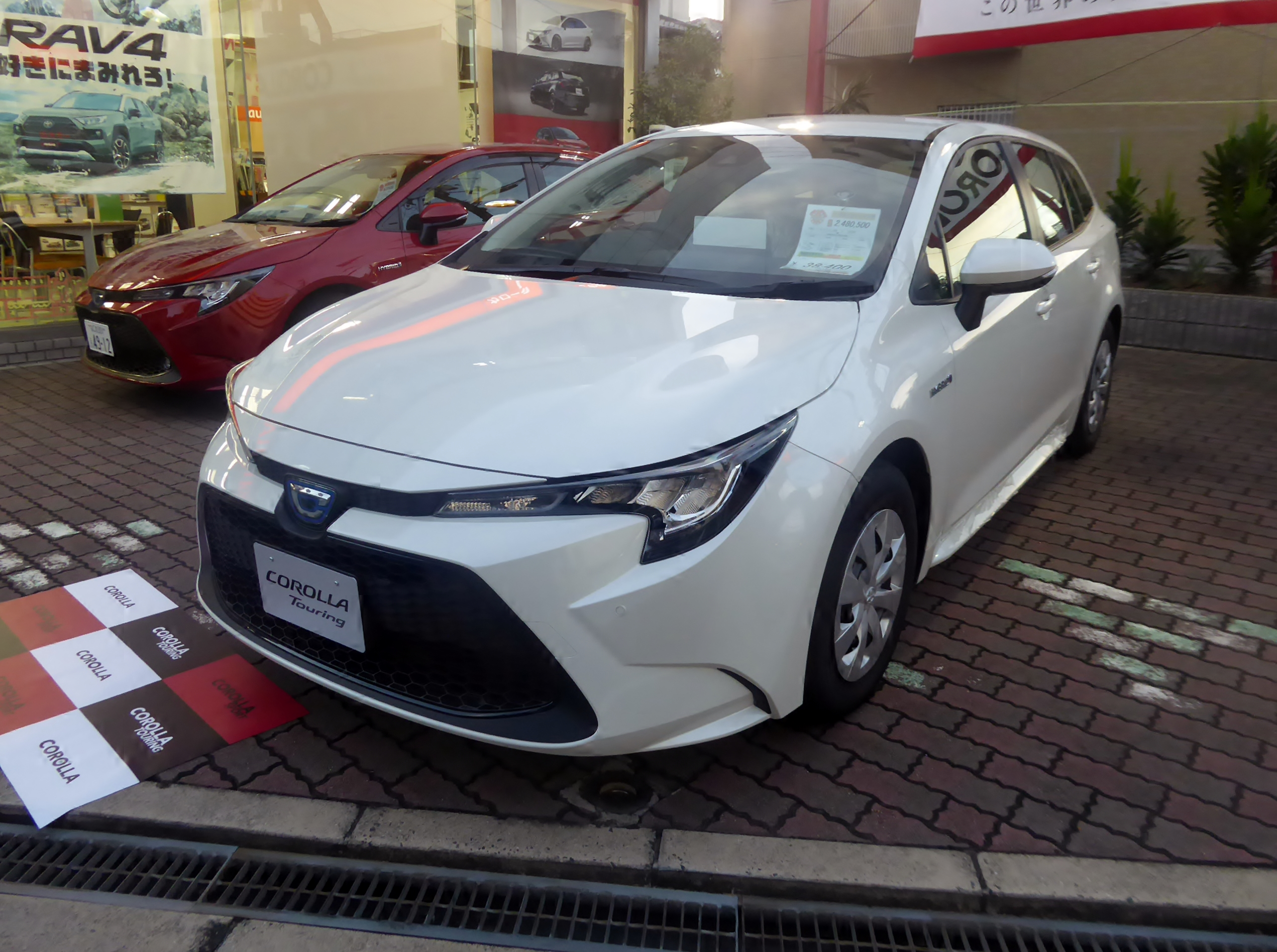
国内仕様 2019年9月初期型HYBRID G-X 前
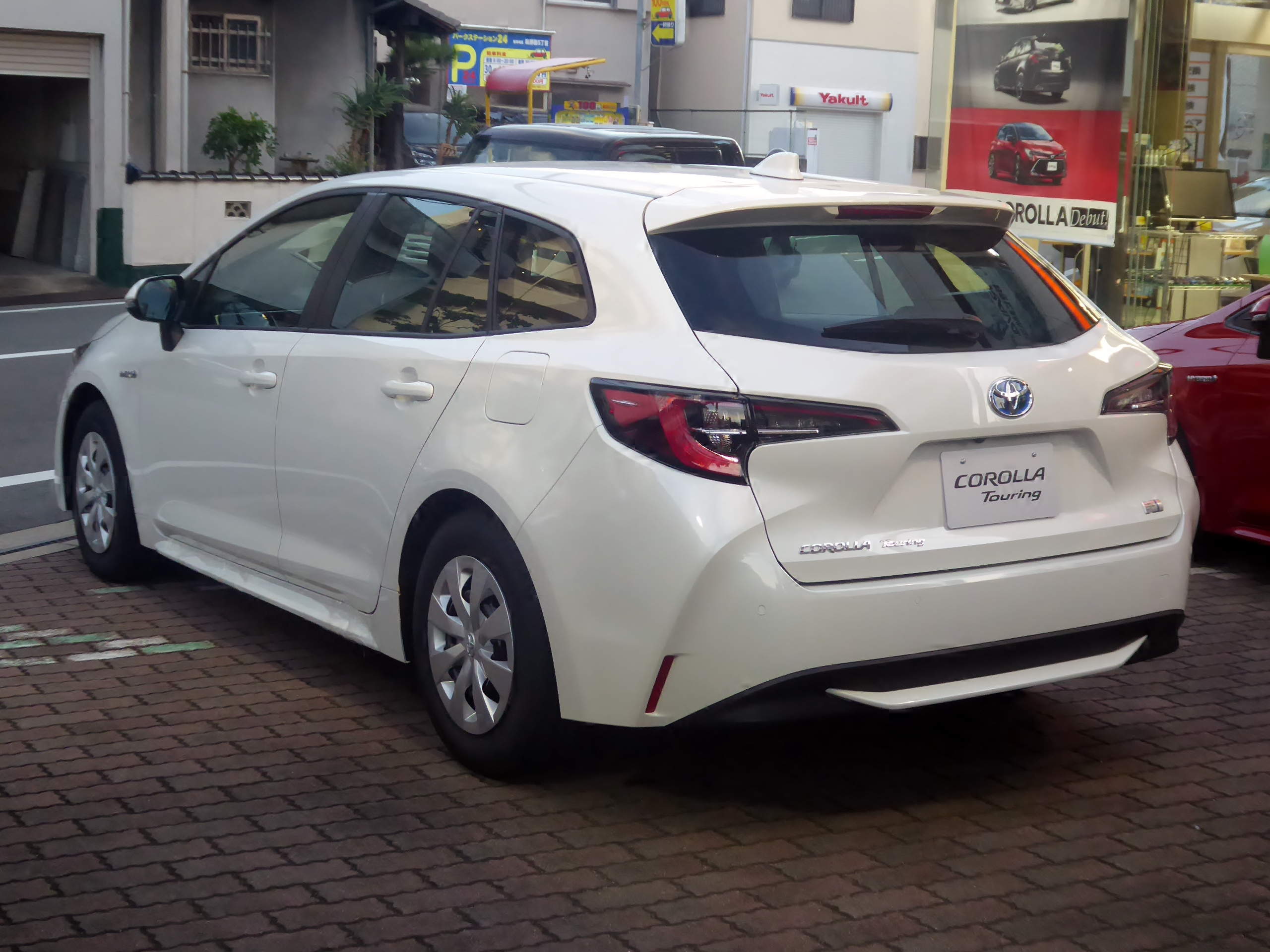
国内仕様 2019年9月初期型HYBRID G-X 後
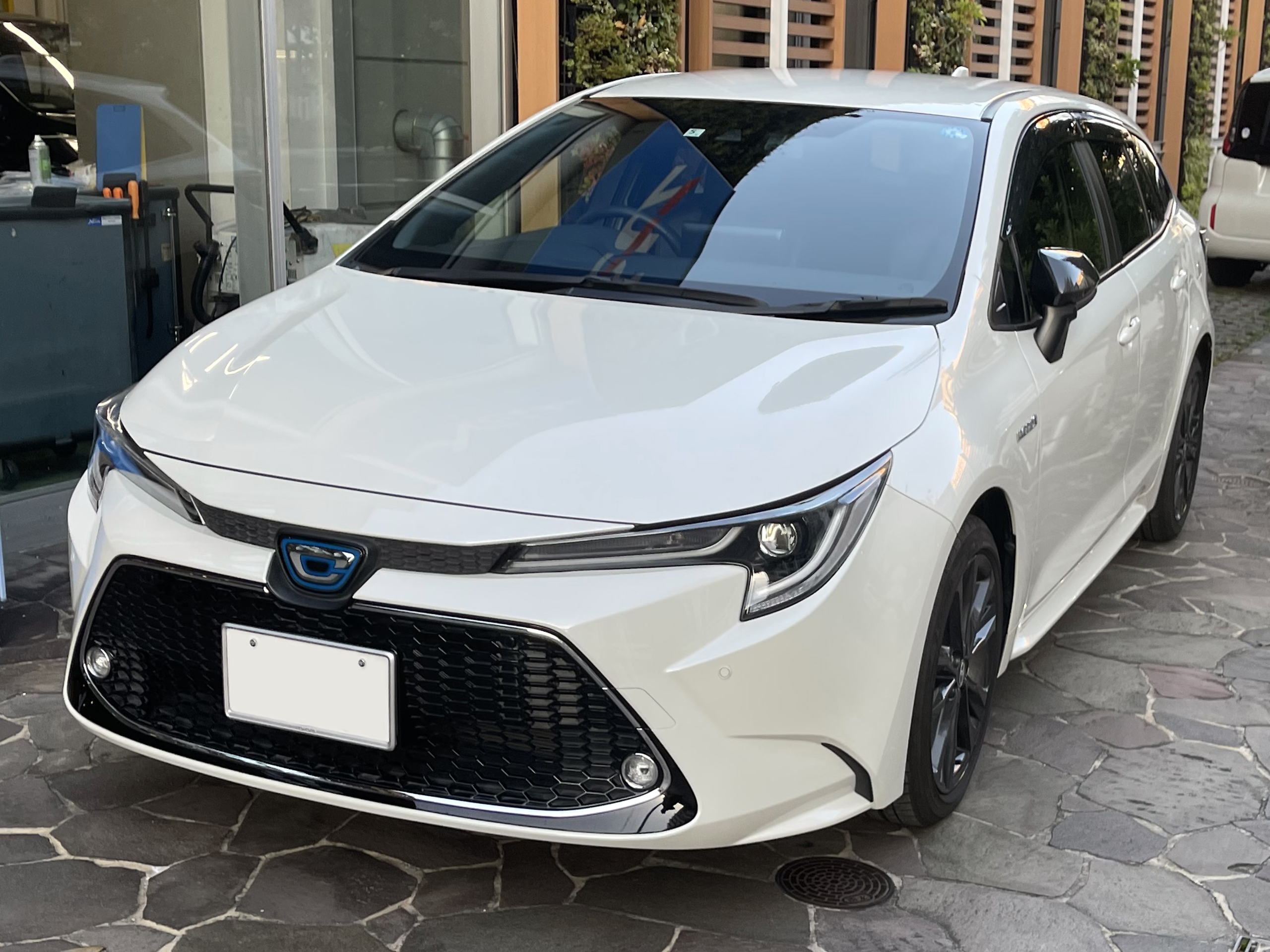
国内仕様 2019年9月初期型HYBRID WxB 前
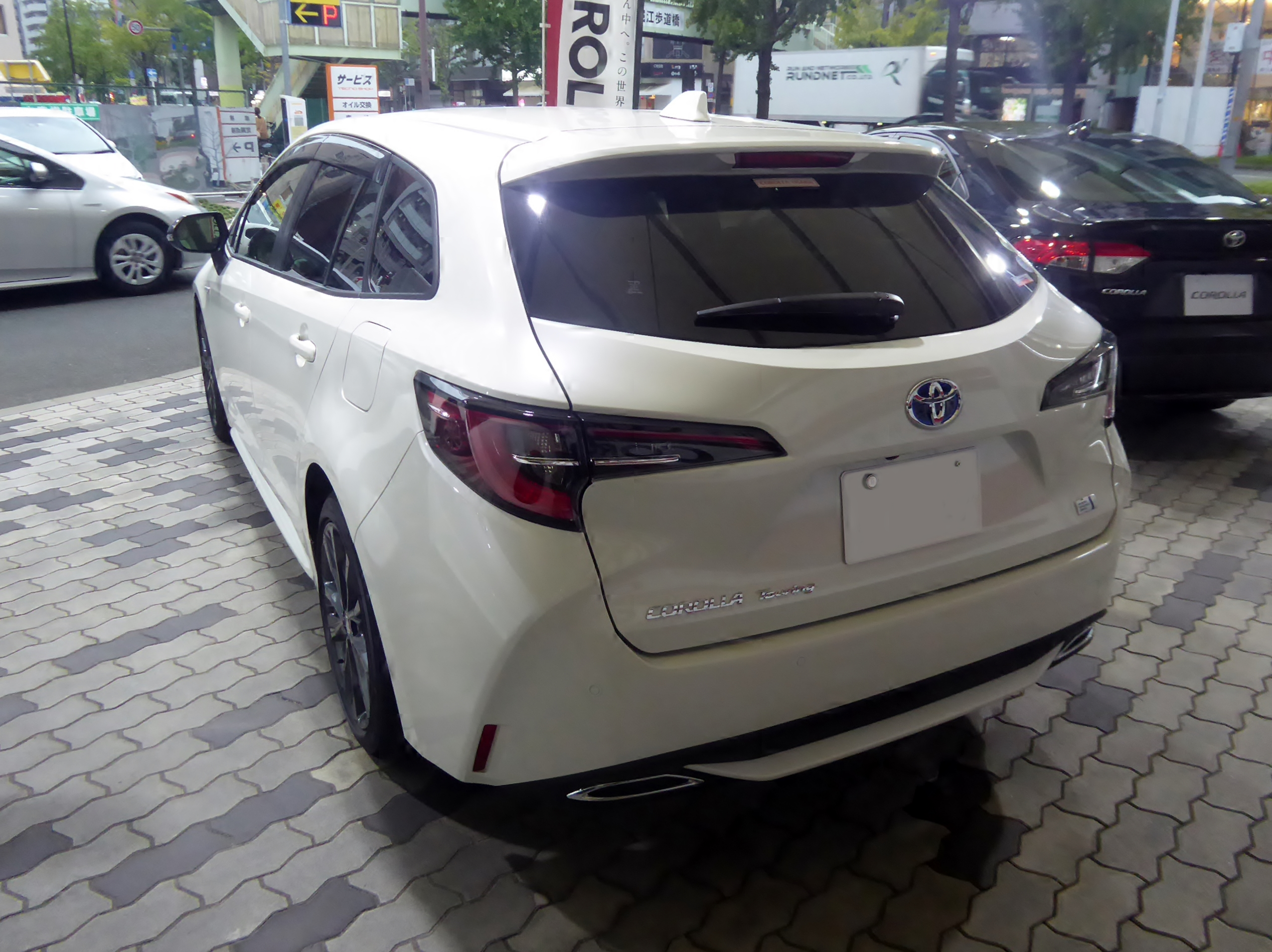
国内仕様 2019年9月初期型HYBRID WxB 後
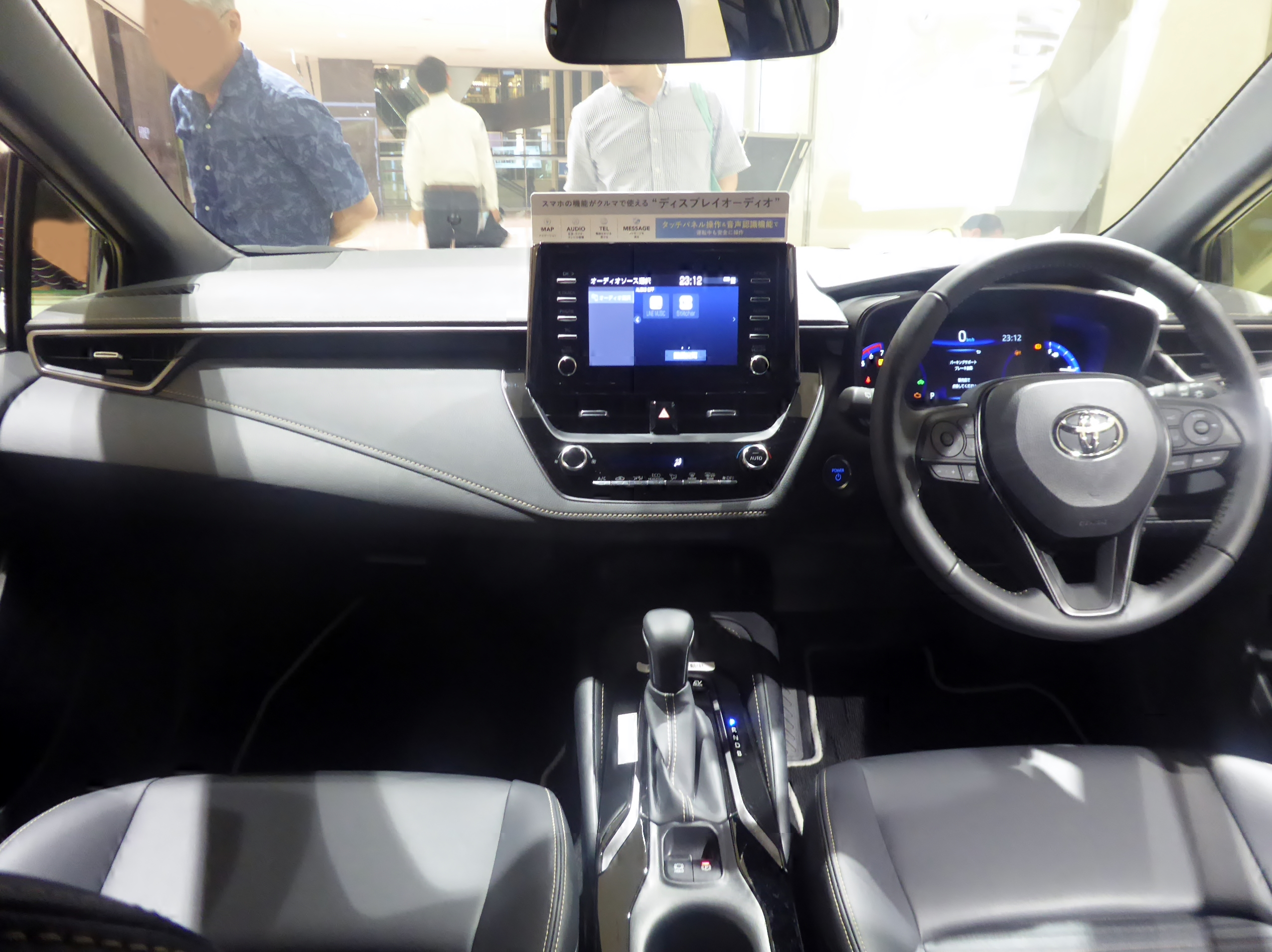
国内仕様 2019年9月初期型HYBRID WxB 内装

## 歴史（欧州仕様）

### カローラツーリングスポーツ（Corolla Touring Sports）初代 E21#LW/21#RW[注釈 7]（2019年 - ）
- 2018年10月4日

パリモーターショーにて発表。従来欧州地域向けに販売されていたオーリスツーリングワゴンの直系の後継車種であり、イギリスで設計・生産される。販売は英国とヨーロッパ周辺地域のみとなる。国内向けワゴンである「カローラツーリング」とはバックドア等一部のコンポーネントを共有するものの、全長、ホイールベースが国内仕様と比較して大柄となっている他、ホイールハブの違いやフロントフェイス等外観の違いもあり、実質的には別車種となっている。
またほぼ同時に、本車をクロスオーバーSUV風に仕立てた「カローラ トレック」も欧州で発売されている。
- 2020年9月15日

スズキの欧州部門が、欧州市場向けに「スズキ・スウェイス」の名前でOEM供給を受けることを発表した。

## 車名の由来
「COROLLA」はラテン語で「花の冠」の意味を持つ。
「TOURING」は「ツーリング」に由来すると思われるが、トヨタによると『ワゴンというボデータイプをシンプルに表現している。』とのことである。